# Usine Censier rue de Saint-Brice
 (novembre 2022).
L'Usine la teinturerie Censier était une usine de teinture située à Reims, en France.

## Localisation
L’usine de la teinturerie Censier, dite Usine Censier était située dans le département français de la Marne, sur la commune de Reims, 26 rue de Saint-Brice.

## Historique
La maison originelle a été fondée en 1825 par la famille Renaud-Gaultier. Elle est spécialisée dans la teinturerie et le nettoyage de vêtements, costumes, rideaux, couvertures, flanelles, plumes, fourrures,….
En 1940, la raison sociale devient Censier-Renaud et comprenait deux usines. 
La première usine était installée avenue de Laon avec le siège de la société. La deuxième est installée 26 rue de Saint-Brice en 1882 ?. 
La cessation d'activité semble intervenir vers 1970. Les bâtiments ont été détruits vers 1980.

## Évolution du site de la teinturerie
Elle a été remplacée par des immeubles à logements. Une œuvre reprenant des machines a été élevée à l’entrée de l’immeuble pour rappeler le passé industriel du site.

## Galerie photo

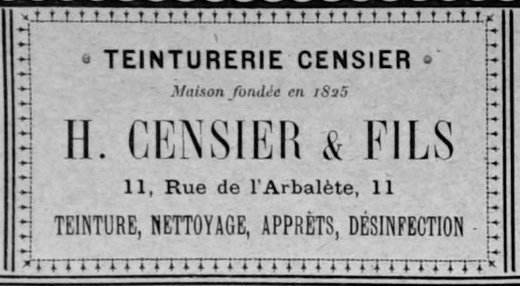
Publicité pour une succursale.
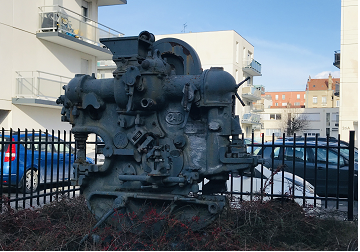
Oeuvre mémoire.

## Autres